# Trenkovo
Trenkovo – wieś w Chorwacji, w żupanii pożedzko-slawońskiej, w gminie Velika. W 2011 roku liczyła 799 mieszkańców.